# Sentieri selvaggi (periodico)
Sentieri selvaggi è una rivista cinematografica fondata nel 1988 da Federico Chiacchiari e Demetrio Salvi.

## Storia
Venne pubblicata nell'aprile 1988 come fanzine, poi dal 1989 al 1996 divenne supplemento della rivista Cineforum, con numeri monografici sul “cinema demenziale”, l'horror, Sylvester Stallone, il Cyberpunk. Dal 1991 al 1997 è stata collana di libri monografici sul cinema per la Stefano Sorbini Editore, con volumi su David Lynch, Massimo Troisi, John Carpenter, David Cronenberg, Spike Lee, Kathryn Bigelow, James Cameron. Nel 1998 uscì come mensile in edicola. Dal 2000 è una webzine quotidiana di informazione e critica cinematografica, legata alla parallela Scuola di Cinema.
Tra i suoi collaboratori, negli anni, ci sono stati Marco Martani, Daniela Catelli, Giuseppe Gariazzo, Massimo Causo, Simone Emiliani. Hanno scritto e collaborato anche Roberto Silvestri, Enrico Ghezzi, Stefano Della Casa, Alberto Barbera, Alberto Abruzzese, Edoardo Bruno, Mariuccia Ciotta, Alberto Castellano, Luciano Barisone, Bruno Fornara, Giulia D'Agnolo Vallan.
In un numero speciale dell'aprile 2004, Focus - La presse de Cinema dans le monde, Sentieri selvaggi è stata segnalata dai celebri Cahiers du cinéma come una tra le dieci riviste di cinema on line più importanti al mondo. Nella primavera del 2008, in occasione del ventennale della rivista, Sentieri selvaggi si è fatta promotrice di un'iniziativa originale: ha portato in sala, in collaborazione con L'Atalante Film e il Filmstudio 80, il film di Angelo Orlando, Sfiorarsi, che da anni non trovava una distribuzione nelle sale. Dal 2008 la rivista ha anche una sua trasmissione radiofonica, Onde selvagge, su Radiopopolare Roma. Nel 2009 ha operato un restyling grafico accentuando l'area multimediale ed interattiva del sito, che dal 2007 opera anche sui principali social-network (YouTube, Facebook e Twitter) e che l'ha fatta diventare uno dei siti di cinema più seguiti in Italia.
Nella redazione della rivista si svolge il corso di Critica Cinematografica per la formazione di giovani critici nei maggiori festival internazionali ed inoltre vengono organizzati eventi e rassegne legati alle maggiori personalità del mondo audiovisivo. Dal giugno 2012 edita anche un mensile digitale per iPad, Sentieri selvaggi Magazine, il cui direttore editoriale è Aldo Spiniello. Da settembre 2012 Simone Emiliani è il Direttore Editoriale del sito ufficiale.
Dall'autunno 2016 la direzione del sito è stata affidata a Sergio Sozzo mentre nel dicembre 2018 il magazine digitale si è trasformato in un bimestrale cartaceo, Sentieriselvaggi21st, edito in occasione dei 30 anni della rivista e codiretto da Carlo Valeri e Aldo Spiniello. Nel 2023 la sede della rivista viene mostrata nel documentario Laggiù qualcuno mi ama, di Mario Martone, con interviste su Massimo Troisi ai due fondatori, Federico Chiacchiari e Demetrio Salvi.